# ایزونوکونی، شیزوئوکا
ایزونوکونی در استان شیزوئوکا در کشور ژاپن واقع شده‌است که دارای جمعیت ۴۹٬۷۱۱ نفر و مساحت ۹۴٫۷۱ کیلومتر مربع با تراکم جمعیت ۵۲۵ نفر در کیلومترمربع است و در تاریخ ۱ آوریل ۲۰۰۵ به عنوان شهر شناخته شد.